# دومينيكا هورناكوفا
دومينيكا هورناكوفا مواليد 1 فبراير 1991 في ميخالوفتسى، سلوفاكيا، هي لاعبة كرة يد سلوفاكية تلعب كمحور. مثلت منتخب سلوفاكيا لكرة اليد للسيدات.

## سجل المنافسة
شاركت في البطولات التالية:
- بطولة أوروبا لكرة اليد للسيدات 2014